# Sporostigena ninayi
Sporostigena ninayi är en fjärilsart som beskrevs av Bethune-Baker 1916. Sporostigena ninayi ingår i släktet Sporostigena och familjen ädelspinnare. Inga underarter finns listade i Catalogue of Life.